# Zaspy Wielkie
Zaspy Wielkie (niem. Groß Satspe) – wieś sołecka w Polsce położona w województwie zachodniopomorskim, w powiecie białogardzkim, w gminie Tychowo. W latach 1975–1998 wieś należała do woj. koszalińskiego. Według danych UM, na dzień 31 grudnia 2014 roku wieś miała 165 stałych mieszkańców. Jest najbardziej na północ położoną miejscowością gminy.

## Położenie
Wieś leży w odległości ok. 15 km na północ od Tychowa, ok. 2 km na wschód od drogi wojewódzkiej nr 167, w pobliżu rzeki Chotli.
W okolicy występują stawy, istnieje możliwość pływania bądź wędkowania.

## Zabytki
- stodoła szachulcowa z cegły i gliny
- park krajobrazowym z drugiej połowy XIX wieku o pow. 4,5 ha, rosną głównie buki
- pomnik ofiar I Wojny światowej.